# RefWorks
RefWorks és un servei de gestió de la recerca a la web per a organitzacions corporatives, acadèmiques i governamentals. Actualment, RefWorks és utilitzat per més de 900 organitzacions a nivell mundial. Suporta centenars de bases de dades. A més, RefWorks col·labora amb proveïdors com ProQuest, HighWire, EBSCO, ISI i BioOne. Fou creat el 2001  i el programari va ser comercialitzat per Cambridge Scientific Abstracts a partir de 2002 fins a ser adquirida per ProQuest el 2008.
El complement Write-n-Cite necessita ser instal·lat per crear bibliografies a Google Docs i a MS Word. En comparació amb EndNote, RefWorks té una interfície més simple i és més fàcil d'aprendre. A diferència d'altres sistemes de gestió de cites, es poden adquirir per institucions i posar-les a disposició gratuïtament. Altres usuaris han de comprar els altres sistemes de forma individualitzada. A més, les bibliografies es poden formatear a MS Word i a Google Docs mitjançant el connector Write-n-Cite.
RefWorks no pot recuperar versions de text complet d'articles de revistes, a diferència d'EndNote. No té la capacitat de crear una llista de gràfics i xifres amb format i no funciona en dispositius mòbils. Es pot utilitzar amb iPads, però la funcionalitat és limitada. No obstant això, es pot utilitzar per emmagatzemar i anotar PDF.

## Utilitats
1. Fer una base de dades personal per emmagatzemar referències bibliogràfiques, sigui fixades manualment o importades de bases de dades.
2. Gestionar les referències i classificar-les, ordenar-les… (carpetes)
3. Elaboració automàtica de bibliografies en diferents formats (Chicago, MLA, etc.) amb les referències desades. També ens permet exportar a un document de text.
4. Compartir les referències tant amb usuaris de Refworks com si no.

## Funcions
En línia s'emmagatzemen les bases de dades de referència dels usuaris, fet que ens permet accedir-hi i actualitzar-les des de qualsevol ordinador amb connexió a Internet. Les llicències institucionals permeten a les universitats subscriure's a RefWorks en representació de tots els seus estudiants, professors i personal. A disposició també disponibles llicències individuals. El programa permet enllaçar des del compte de RefWorks d'un usuari a revistes electròniques, les quals se subscriu la biblioteca de la institució. Aquesta vinculació s'aconsegueix incorporant el solucionador OpenURL d'una institució.
Proveïdors de bases de dades bibliogràfiques han establit la possibilitat d'exportar referències directament a RefWorks. En alguns casos (p. Ex., PubMed), les cites de referència s'han de desar a l'ordinador de l'usuari com a fitxers de text i després s'importen a RefWorks. El 2005, Scopus (base de dades bibliogràfica) es va associar amb RefWorks per una millor integració entre els dos. [2]
Una utilitat d'integració de processador de textos anomenada Write-N-Cite permet inserir als usuaris  codis de referència dels seus comptes de RefWorks en documents de Microsoft Word. Aquests es poden formatar per realitzar cites en el text i llistes de referències en diversos estils. [3] La nova versió de Write-N-Cite (WNC4) per a Mac va ser llançada a principis de 2012.
El 2005, RefWorks va introduir un mòdul anomenat RefShare. Permet als usuaris fer públiques totes o part de les seves bases de dades RefWorks. Es fa formant una URL per a una versió de només lectura de la base de dades o la carpeta, que es pot enviar per correu electrònic o publicar-la en un lloc web. Les carpetes RefShare a més, es poden utilitzar per crear canals RSS que s'actualitzen quan s'afegeixen noves cites a la base de dades. [4]
RefMobile, una interfície de telèfon mòbil, es va introduir el 2009. [5]
RefWorks conté RefGrab-It, dissanyada per captar informació bibliogràfica de llocs web. A partir de 2009, es va optimitzar per treballar amb Amazon, Wikipedia, USA HOY, PubMed, Google Scholar,The New York Times, la BBC i Los Angeles Times. Només té funcionalitat amb els cercadors Firefox i Internet Explorer. [6]
RefWorks-COS va llançar la interfície d'usuari actual, RefWorks 2.0, el 2010. [7]

## Accés universitari canadenc
El 2004, el Consell de Biblioteques Universitàries d'Ontario (OCUL) va autoritzar a RefWorks en nom de les seves 20 institucions membres. El programari RefWorks es va muntar en servidors de dades pertanyents a Scholars Portal, que proporciona la plataforma de recursos digitals amb llicència d'OCUL. [8] A més del programari, les dades dels comptes d'usuaris de RefWorks que pertanyen a institucions membres estan ubicades als servidors Scholars Portal de la Universitat de Toronto. Una sèrie d'altres biblioteques acadèmiques canadenques que llicencien RefWorks han contractat accés per mitjà de Scholars Portal, de manera que les seves dades també resideixen en els servidors de Toronto. Segons els informes de notícies, això es va deure a la preocupació que la informació sobre els interessos de recerca dels individus, representada per les dades emmagatzemades als servidors de RefWorks als Estats Units, podria ser vulnerable a l'escrutini segons els termes de la Llei Patriota EUA [9] [10].
A partir de mitjans de 2015, l'OCUL ja no allotjarà RefWorks als seus servidors a Canadà. [11] [12] Algunes biblioteques acadèmiques van optar per migrar les seves dades als servidors de RefWorks ubicats fora de Canadà, mentre que altres cessaven la seva subscripció a RefWorks [13].

## Suport tècnic
-Ajuda en línia: el fitxer d'ajuda en línia té una gran quantitat d'informació que podeu cercar o navegar des de la taula de continguts. Si veieu un text en blau sempre li podreu fer click, ja que és un punt d'accés i se us obrirà informació adiccional.
-Tutorials: Hi ha diversos tutorials que es desenvolupen automàticament per poder aturar, rebobinar, avançar ràpidament i seleccionar i triar quins mòduls d'informació interessa més. Podeu accedir als tutorials des del vostre compte de RefWorks.
-Algunes guies d'inici ràpid: aquestes impressions pràctiques venen en diversos idiomes i són una bona visió general i un recordatori de com es realitzen algunes funcions i característiques a RefWorks. Podeu accedir a les guies d'inici ràpid a l'àrea d'eines del vostre compte.
-Formació Webinars: seminaris web en viu que s'ofereixen mensualment, així com seminaris web registrats per revisar al vostre ritme.